# 安濃町
安濃町（あのうちょう）は、三重県安芸郡にあった町。2006年1月1日に旧・津市等10市町村で合併し、津市となり廃止した。明治時代まで、麻織物の津綟子（つもじ）が生産されていたことで知られる。

## 歴史
- 1955年（昭和30年）1月15日 - 安濃郡草生村・村主村・安濃村（第1次）・明合村が合併して協和村が発足。
- 1955年（昭和30年）2月11日 - 協和村が改称して安濃村（第2次）となる。
- 1956年（昭和31年）9月30日 - 所属郡が安芸郡に変更。
- 1977年（昭和52年）1月15日 - 安濃村が町制施行して安濃町となる。
- 2006年（平成18年）1月1日 - 津市・久居市・安芸郡河芸町・芸濃町・美里村・一志郡香良洲町・一志町・白山町・美杉村と合併し、改めて津市が発足。同日安濃町廃止。

## 行政
安濃町役場（現・津市安濃庁舎）は2005年（平成17年）度に竣工した。6kmしか離れていない芸濃町役場（現・津市芸濃庁舎）も2004年（平成16年）度に建設されたため、合併前の「駆け込み事業」として両町は非難を浴びた。
- 町長 海野武司

## 経済

### 産業

#### 本社を置く企業
- 株式会社ぜにや
- 合同会社WINKIDS
- 株式会社後久鉄工

## 教育

### 中学校
- 安濃町立東観中学校

### 小学校
- 安濃町立草生小学校
- 安濃町立村主小学校
- 安濃町立安濃小学校
- 安濃町立明合小学校

## 交通

### 鉄道
町内を鉄道路線は通っていない。鉄道を利用する場合の最寄り駅は、津駅など。

### 道路
高速道路
- 伊勢自動車道：安濃SA

## 名所・旧跡・観光スポット・祭事・催事
- 経ヶ峰
- 長谷山
- 明合古墳
- 大名塚古墳
- 毘沙門天立像
- 草生天神祭
- 盆おどり花火大会
- 経ヶ峰ハイキング大会